# Revista RI – Relações com Investidores
A Revista RI – Relações com Investidores, mais simplesmente conhecida como Revista RI, é uma publicação mensal brasileira dedicada a temas de economia, finanças, mercado de capitais, gestão financeira, administração, negócios, empreendedorismo, notícias sobre o mundo corporativo e tópicos relacionados.

## História
A Revista RI foi concebida pelo economista Ronaldo A. da Frota Nogueira e lançada oficialmente em 10 de Março de 1998 pela editora carioca IMF, especializada em economia, finanças, gestão corporativa, mercados de capitais e temas relacionados.
Sua fundação a consolida como a publicação mais longeva sobre o mercado de capitais em atividade no Brasil, sendo aproximadamente dois anos mais velha que o renomado periódico Valor Econômico.
Atualmente editada por Ronnie Nogueira, a revista é publicada nas versões impressa e digital, alcançando aproximadamente 25.000 exemplares em circulação na sua tiragem total.

## Conselho editorial
O conselho editorial da Revista RI abrange atores de relevo no mercado financeiro brasileiro. Dentre seus integrantes, destacam-se o economista e palestrante Ricardo Amorim, os ex-presidentes da Comissão de Valores Mobiliários (CVM) Roberto Teixeira da Costa e Thomás Tosta de Sá, a ex-Secretária Municipal da Fazenda da cidade do Rio de Janeiro Eduarda La Rocque, o vice-presidente do Conselho de Administração do Instituto Brasileiro de Relações com Investidores (IBRI) André Luiz Carneiro de Vasconcellos, o presidente executivo da Associação de Investidores do Mercado de Capitais Fábio Coelho,  a especialista em Sustentabilidade, SDG Pioneer do Pacto Global da ONU e Conselheira de empresas, ex-diretora da Bolsa de Valores de São Paulo e conselheira de companhias abertas Sônia Consiglio, a ex-diretora do BNDES, Petros e Conselheira de empresas Eliane Lustosa, das epecialistas em Governança Corporativa e ESG Cida Hess e Mônica Mansur Brandão, o sócio-fundador e portfolio manager da Leblon Equities Marcelo Mesquita, e do professor especialista em Educação Finaceira e o doutor em Finanças Comportamentais Jurandir Sell Macedo.

## Parcerias institucionais
A Revista RI conta com uma gama de entidades parceiras que inclui a Associação Brasileira das Companhias Abertas (ABRASCA), a Associação de Investidores no Mercado de Capitais (AMEC), a Associação dos Analistas e Profissionais de Investimento do Mercado de Capitais (APIMEC), o Instituto Brasileiro de Governança Corporativa (IBGC), o Instituto Brasileiro de Relações com Investidores (IBRI) e a CFA Society Brazil (CFASB) e a Comissão de Valores Mobiliários do Brasil.

## Jubileu de Prata
No dia 10 de março de 2023, a Revista RI celebrou seu aniversário de 25 anos de publicação ininterrupta. A edição especial de quarto-de-século trouxe a público uma série de depoimentos de profissionais de renome no setor de relações com investidores e personalidades do mercado financeiro brasileiro, abrangendo uma influente gama de membros e leitores da publicação.
“  A existência de um mercado de capitais forte passa pelo estímulo ao fluxo adequado da informação entre, de um lado, emissores e, de outro lado, investidores e mercado em geral. Parabéns aos veículos de comunicação e mídia que, por muitas vezes, são fontes primárias de disseminação de conhecimento. Neste sentido, eu parabenizo os 25 anos de existência da Revista RI. Com uma postura proativa, didática e educativa, a RI tem cumprido o seu papel de forma democrática e respeitando a diversidade de opiniões e pontos de vista. Parabéns ao Ronnie Nogueira e à toda a equipe da RI. Vida longa à revista! E que sigamos dispostos a garantir que o mercado de capitais seja um ambiente cada vez mais justo, democrático, inclusivo e com oportunidades para todos.  ” — João Pedro Nascimento, Presidente da Comissão de Valores Mobiliários do Brasil
“  O mercado de capitais brasileiro passou por uma verdadeira revolução ao longo das últimas décadas, com um aumento substancial da sua capacidade de alavancar a economia brasileira, sofisticando-se em produtos e governança e democratizando o acesso a fontes de capital e a alternativas de investimentos. A Revista RI não foi somente testemunha desta revolução. Ela não apenas relatou a revolução, mas liderou discussões fundamentais para que esta revolução acontecesse.  ” — Ricardo Amorim, economista e CEO da Ricam Consultoria
“  25 anos de história e de capas históricas! A história das Relações com Investidores é narrada capítulo a capítulo por meio das capas da Revista RI, a mais longeva do mercado de capitais brasileiro. Aproveito para parabenizar importantes entusiastas do mercado financeiro pelos textos incríveis publicados, assim como as Ilustres personalidades que já foram entrevistadas pela Revista RI. Reportagens premiadas, abordando as discussões mais relevantes de cada momento do Brasil e do mundo, traduzem as infinitas possibilidades do jornalismo dedicado a economia e finanças. Cada edição é aguardada ansiosamente, sendo leitura obrigatória dos profissionais de RI e de todos aqueles que se dedicam a desenvolver o nosso mercado de capitais. A Revista RI se reinventa e se renova a cada edição. Grande orgulho de fazer parte dessa história. Vida longa para a Revista RI!”  ” — André Vasconcellos, CFO da Rio Securitização e Diretor-Adjunto do Instituto Brasileiro de Relações com Investidores
“  Em 1998, quando a Revista RI foi lançada, o mercado de capitais ainda vivia um ambiente dominado quase que exclusivamente pelo foco das empresas na geração de resultados, a despeito de seus stakeholders. As informações prestadas pelas companhias abertas à comunidade investidora eram quase que exclusivamente financeiras e com pouco detalhamento. Neste período, contudo, muitas empresas evoluíram em suas visões e passaram não só a ser geridas levando os stakeholders em consideração, mas também serem transparentes além dos números. A Revista RI tem, ao longo de sua trajetória, definitivamente contribuiu para a qualificação deste debate, trazendo tópicos para reflexão e orientações de boas práticas na comunicação e transparência.  ” — Fábio Alperowitch, Diretor da Fama Investimentos